# 愛知県立横須賀高等学校
愛知県立横須賀高等学校（あいちけんりつよこすかこうとうがっこう）は、愛知県東海市にある県立高等学校。　2025年からホームページが変わった。※以前のページも残ってはいる。https://yokosuka-h.aichi-c.ed.jp/cms/

## 沿革
- 1923年（大正12年）4月 - 愛知県横須賀町立横須賀高等女学校として創立。
- 1940年（昭和15年） - 県営に移管し、愛知県立横須賀高等女学校となる。
- 1948年（昭和23年） - 学制改革により愛知県立横須賀高等学校となる。
- 2003年（平成15年）10月 - 創立80周年記念式典を挙行。
- 2023年（令和05年）11月4日 - 創立100周年記念式典を挙行。愛知県知事大村秀章がお祝いの言葉を述べた。

## 制服
男子の冬服は黒の詰襟学生服。衿の右側に校章、左側にクラスバッジをつける。ズボンは標準型学生ズボンを着用。夏服は白無地のカッターシャツ又は開襟シャツ。カッターシャツの下に着るシャツは自由。冬服の下も自由ではあるがカッターシャツ以外を着ている場合は詰襟学生服は脱がない。
女子の冬服は濃紺のセーラー服で胸当てのあるもの。上衣ポケットの上右側に校章、左側にクラスバッジをつける。スカートは標準ひだスカートである。夏服は白無地のセーラー服で胸当てのあるものとする。
男女とも運動靴、室内履は自由。
夏期期間（6月下旬頃～10月上旬頃）までは、校内で半袖、半ズボンの格好で過ごしても良い。なお、その時の服装は基本的には自由。体操服や、部活動の服を着る人も見られる。

## 部活動
1年生は基本的に全員参加である。3年生はほとんどが6月までに引退するため、それ以降は2年生が部の中心になる。また、部活動の他に文化系の同好会もある。https://yokosuka-h.aichi-c.ed.jp/full-day7.html
定時制の部活動
https://yokosuka-h.aichi-c.ed.jp/parttime6.html

## 生徒会
横須賀高校生徒会には、各種常任委員会と2局が置かれており、執行部（生徒会役員）として会長・副会長・各委員長・各局長がいる。執行部や教員から声を掛けたり、自ら志願したりすることで直接的に任命にまで漕ぎつける。立候補者が出た場合は選挙を行う。さまざまな行事を役員が一丸となり協力して遂行する。1年度間で9月中旬を境目に前期と後期に分かれ、前期は主に球技大会・学校祭準備、後期は合唱大会・球技大会（1・2年）が行われる。

## 教育課程
1年生は「芸術」科目（書道・音楽・美術のうち一科目）を選択し、2年生で文系・理系に分かれる。
年間5回の定期考査があり、総合得点を教科数で割った点数を四捨五入で整数にした点数の偏差値で順位が出される。
考査の際、各教科において35点を満たさなかった場合、「赤点」となり再試験を実施する。再試験に該当する教科が3つ以上（5期については1つでも）あると「成績説明会」なるものが開かれ、呼び出しを受けた生徒と保護者が出席する。
再試験についてほとんどの教科で課題点が設けられている。
「進研模試」「全統模試」の他「学研ハイレベル模試」（希望者）など多数の模試を行い、積極的に大学進学のためのサポートを行っている。
夏・冬長期休暇には補習がある。夏期は国・数・英の3科目が2週間、冬期は類系ごとに異なる4科目が1週間ある(基本的に強制だが冬季は3年生のみ。)長期休暇中、学期中ともに学力別に講座を分ける場合がある。長期休暇後には休暇中の課題を主として範囲とする「課題テスト」があり、学期ごとの「実力テスト」があるが、いずれも実力部分・課題部分に分かれる教科があり、実力部分は入試問題や模試の過去問などから出題される場合がある。
2022年にカリキュラムが変更され、新学習指導要領に沿った形となった。1年生では地理総合が無いため現代の国語、言語文化(国語科)と歴史総合が合わせて7時間に対して、数学I、A、化学基礎、科学と人間生活が合わせて10時間あり、時間数としては理系科目の方が多い。1年生の10月～11月に類型選択をし、2年生から分かれる。また文系を選択した場合は、理科で物理基礎を履修しないことになる。
https://yokosuka-h.aichi-c.ed.jp/full-day1.html
2024年（令和6年）2月現在。

## 主な行事

### 現在の行事
修学旅行（5月、2年生）
2年生の修学旅行は、2003年（平成15年）度以前は長野・軽井沢を巡るものであったが、2004年（平成16年）度から京都・和歌山を回るコースに変更され2007年（平成19年）度より兵庫もコースに加えられたが、京都・和歌山のみとなった。2022年度より長崎・福岡を回るコースに変更され、10月に実施されている。
球技大会（7月・3月）
男子は7月はソフトボールまたはバレーボール、3月はサッカーまたはバレーボールに、女子はドッジボールボールまたはバレーボールに参加することができる。ジュースバザーも行われる。
学校祭（9月上旬）
文化祭と体育大会を行う。体育大会では、競技はもちろん、デコレーションの作製、団対抗の応援合戦も競い合う。文化祭・体育大会の準備は夏休み中に行われるが、2006年（平成18年）度からは夏休みの短縮が決まり、デコレーション制作、文化祭準備の面で特にスケジュールが詰まることになった。2014年（平成26年）度から「体育祭」という名称に変わった。
文化祭は3年生は2009年（平成21年）度から模擬店を行い、1・2年生はアカデミック部門とエンターテイメント部門に別れてそれぞれ出し物を企画する。また、各委員会等でも発表を行うところもあり、ジュースバザーも行われ、生徒や教員のお昼ご飯として売られている。
2022年、2023年はキッチンカーが出店し、お昼ごはんを販売した。また、体育館ではジムジックと呼ばれる有志パフォーマンスが行われている。体育大会においては「舞」と呼ばれる応援合戦を中心に参加する。この「舞」と大きなデコレーションや、競技の成績等が得点化され成績となって最後に発表される。
合唱大会（12月、1・2年生）
3年生は受験の時期ということもあり、合唱大会は出場はしない。
コロナ禍により数年の間中止となっていたが、2023年より再開された。

### 過去の行事
登山訓練（8月、1年生希望者）
夏季休業中には3泊4日の上高地・蝶ヶ岳登山が行われる。以前は槍ヶ岳登山であったが変更となった。当初は2泊3日で行われていたが、生徒の疲労面・体力面を考慮し3泊4日に変更となった。毎年定員40名に対し参加者は十数名程度である。2007年（平成19年）度以降、希望者が少ないため、募集はしているが毎年中止となっている。よって現在は事実上行われていない。

## 交通アクセス
- 名鉄河和線 高横須賀駅から東へ徒歩で約8分。
- 校門前に知多バスの「横須賀高校前」バス停がある。JR東海道本線・武豊線 大府駅から知多バスで約20分。
- 名鉄常滑線 尾張横須賀駅から東へ徒歩で約20分。JR東海道本線・武豊線 大府駅へ行く知多バスの路線も利用できる。

## 著名な出身者
- 福谷浩司（プロ野球選手 、北海道日本ハムファイターズ）
- 安藤隆司（名古屋鉄道代表取締役会長）
- 片岡正徳（タレント、お笑いコンビ「オオカミ少年」）
- きくち教児（名古屋のローカルタレント）
- 原田篤（俳優）
- 原田さとみ（名古屋のローカルタレント）
- 山浦ひさし（名古屋のローカルタレント、元お笑いコンビ「SABOTEN」）
- 丹羽真由実（テレビ金沢、テレビ北海道、FOX SPORTS ジャパン、福岡放送を経てフリーアナウンサー）
- 畠山理仁（作家、ジャーナリスト）
- 清水信義（慶應義塾大学名誉教授）
- 土田俊郎（ゲームデザイナー）
- 中西由行（元名古屋ドラゴンズ、トンボユニオンズ投手）